# Heraklit von Halikarnassos
Heraklit von Halikarnassos (altgriechisch Ἡράκλειτος ὁ Ἁλικαρνασσεύς, latinisiert Heraclitus Halicarnassensis, * um 320 v. Chr. in Halikarnassos; † um 260 v. Chr.) war ein hellenistischer Dichter und Verfasser von Elegien aus Karien in der heutigen Türkei. Über sein Leben ist nur wenig bekannt, zumal nur eines seiner Gedichte überliefert ist; Heraklit wird auch von Diogenes Laertios in seinem Werk zitiert.
Heraklit war Zeitgenosse und Freund des berühmten Kallimachos von Kyrene, der ein Epitaph auf ihn als seinen verstorbenen Freund schrieb.
Εἰπέ τις, Ἡράκλειτε, τεὸν μόρον ἐς δέ με δάκρυ

    ἤγαγεν ἐμνήσθην δ᾿ ὁσσάκις ἀμφότεροι

ἠέλιον λέσχῃ κατεδύσαμεν. Ἀλλὰ σὺ μέν που,

    ξεῖν᾿ Ἁλικαρνησεῦ, τετράπαλαι σποδιή,

αἱ δὲ τεαὶ ζώουσιν ἀηδόνες, ᾗσιν ὁ πάντων

    ἁρπακτὴς Ἀίδης οὐκ ἐπὶ χεῖρα βαλεῖ.
Man nannte mir, Herakleitos, Deinen Tod; zu Tränen mich es

    trieb, als ich mich erinnerte, wie oft wir beide

die Sonne im Gespräch in den Schlaf legten. Doch du, mich deucht,

    Gast aus Halikarnassos, seit langem ein Haufen Asche.

Aber sie leben, Deine Nachtigallen, an die aller Dinge

    Räuber, Hades, keine Hand lege.
Auf diesem Epitaph beruht auch ein Gedicht von William Cory.